# 天津增十七
天鵝座48，又名BD+31 4159，HD 196606、SAO 70287、HR 7885，是天鵝座的一颗恒星，视星等为6.32，位于銀經72.92，銀緯-5.73，其B1900.0坐标为赤經20h 33m 27.8s，赤緯+31° -5.73′ 23″。